# بلتوربت
بلتوربت (به لاتین: Belturbet) یک منطقهٔ مسکونی در جمهوری ایرلند است که در شهرستان کاوان واقع شده‌است. بلتوربت ۱٬۳۶۹ نفر جمعیت دارد و ۵۷ متر بالاتر از سطح دریا واقع شده‌است.